# Аркадійський монастир
Аркадійський монастир (грец. Moní Arkadhíou) — православний монастир, розташований на плодючому плато за 23 км на південний захід від Ретимно на острові Крит, Греція.
Первинна церква датується XVI сторіччям, і несе на собі відбиток епохи відродження. Цей вплив відбився в змішуванні в архітектурі римського стилю з елементами бароко. Ця церква з двома нава (архітектура)ми була зруйнована турками в 1866. Потім відновлена. Раніше, в XVI сторіччі, монастир був центром науки і мистецтва, мав свою школу і багату бібліотеку. Розташований на важкодоступному плато, обнесений товстою і високою стіною, монастир є справжньою фортецею.

## Повстання 1866–1869
В середині 1800-х, турки, незважаючи на часті криваві повстання, окуповували Крит вже більше двох сторіч. Монастир став головним штабом повстанців через центральну позицію на острові та стратегічне розміщення.
Загалом 943 грека знаходились в монастирі. Серед них 700 неозброєних жінок і дітей із прилеглих селищ, які сподівалися знайти захист в монастирі. Також 259 повстанців та їх ватажків.
8 листопада 1866 року, монастир був оточений 15 000 турецьких солдат з 30 гарматами. Командувач турків передав ультиматум абату Габріелю Марінакісу, в якому він вимагав здачі монастиря під загрозою зруйнування. Відповіддю були постріли з рушниць.
Після кількох днів бою турки зруйнували стіни і повалили у внутрішній двір. У дворі боротьба тривала в рукопашну. Жінки і діти сховались в пороховому складі, де вони воліли вчинити самогубство ніж здатися туркам. Пролунав вибух, 700 жінок і дітей були вбиті, і з ними кілька сотень турецьких солдатів.
У цій битві було вбито 3000 турків та єгиптян.
Критське повстання не закінчилося цим вибухом. Але ця подія привернула увагу багатьох країн до цієї відчайдушної боротьби за незалежність.
Монастир в Аркадії став синонімом хоробрості і відваги перед обличчям смерті, це місце мучеництва заради обов'язку та честі.

## Монастир сьогодні
Зараз це діючий монастир. Тут живуть монахи та кілька черниць; вони доглядають за церквою та іншими спорудами, серед яких невеличкий музей де зберігаються реліквії монастиря і церкви.
Поза монастирем є сувенірний магазин де можна придбати вироби місцевих ремісників, мед, ракію та комболої (особливі чотки розповсюджені в Греції).